# Only (Film)
Only ist ein Science-Fiction-Drama von Takashi Doscher. Der dystopische Film feierte am 27. April 2019 im Rahmen des Tribeca Film Festivals seine Premiere.

## Handlung
Will und Eva führen eine Bilderbuchbeziehung. Ihre traute Zweisamkeit wird jäh unterbrochen, als  plötzlich eine mysteriöse Asche vom Himmel fällt. Während eines Krankenhausaufenthalts erfährt Will, was er zu tun hat. Er eilt mit Eva nach Hause und dichtet die Türen und Fenster hermetisch ab. Aus Wochen werden Monate und Jahre, in denen sie in einer lebensfeindlichen Welt überleben müssen.

## Produktion
Regie führte Takashi Doscher, der auch das Drehbuch schrieb.
Die Hauptrollen von Will und Eva wurden mit Leslie Odom, Jr. und Freida Pinto besetzt.
Die Filmmusik komponierten John Kaefer und Michael Dean Parsons. Das Soundtrack-Album mit insgesamt 13 Musikstücken wurde Ende November 2020 von Notefornote Music  veröffentlicht.
Von Ende April bis Anfang Mai 2019 wurde der Film beim Tribeca Film Festival in der Sektion Spotlight Narrative gezeigt. Liza Domnitz beschreibt den Film auf der Website des Filmfestivals als eine mysteriöse, verträumte postapokalyptische Liebesgeschichte, die von Regisseur Takashi Doscher elegant und in nicht linearer Reihenfolge erzählt wird. Am 6. März 2020 wurde er in ausgewählten US-Kinos und als Video-on-Demand veröffentlicht und wurde dort am 5. Juli 2020 in das Programm von Netflix aufgenommen.